# Vit flarnlav
Vit flarnlav (Pycnora leucococca) är en lavart som först beskrevs av R. Sant., och fick sitt nu gällande namn av R. Sant. Vit flarnlav ingår i släktet Pycnora och familjen Lecanoraceae. Arten är reproducerande i Sverige. Inga underarter finns listade i Catalogue of Life.